# Іонний комплекс
Іо́нний ко́мплекс (рос. ионный комплекс, англ. ionic complex) — згідно з ранньою теорією валентних зв’язків, комплекс, в якому електронна конфігурація іона металу є такою ж, як і у вільного атома в газовому стані. 
Синонім — високоспіновий комплекс, зовнішньоорбітальний комплекс.
Металолігандний комплекс з тим самим числом неспарених
електронів, як і в некомплексованому іоні металу. Утворюється, коли при комплексуванні ліганда з металічним іоном
розщеплення кристалічного поля мале і електрони можуть
займати ще d-орбіталі, не спаруючись. У такому комплексі
число неспарених електронів є максимальним (з огляду їх
можливих положень на орбіталях).